# 1991년 칸 영화제
제44회 칸 영화제는 1991년 5월 9일부터 1991년 5월 20일까지 열린 영화제이다. 프랑스 칸에서 개최되었다.

## 수상

### 황금종려상
- 바톤 핑크 - 조엘 코언 수상

### 심사위원대상
- 누드모델 - 자크 리베트 수상

### 감독상
- 바톤 핑크 - 조엘 코언 수상

### 여우주연상
- 베로니카의 이중 생활 - 이렌느 야곱 수상

### 남우주연상
- 바톤 핑크 - 존 터투로 수상

### 남우조연상
- 정글 피버 - 사무엘 L. 잭슨 수상

### 기술대상
- 유로파 - 라스 폰 트리에 수상

### 국제비평가협회상
- 토토의 천국 - 자코 반 도마엘 수상